# Stadtbahnstation Laird
Laird ist eine im Bau befindliche unterirdische Stadtbahnstation in Toronto. Sie entsteht als Teil der Eglinton-Linie, die zum Netz der Toronto Subway gehören wird. Die Station befindet sich im Stadtteil Leaside, unter der Kreuzung von Eglinton Avenue East und Laird Drive. Ihre Eröffnung ist für das Jahr 2023 geplant.
Die Station wird über zwei Eingänge verfügen. Der barrierefreie Haupteingang wird sich an der südwestlichen Ecke der Straßenkreuzung befinden, der Nebeneingang auf dem Parkplatz des angrenzenden Einkaufszentrums Leaside Centre. Beide werden eine Verbindung zur Verteilerebene herstellen, von wo aus der Mittelbahnsteig auf der zweiten Ebene erreicht werden kann. Vorgesehen sind Umsteigemöglichkeiten zu vier Buslinien der Toronto Transit Commission. Jenseits des östlichen Endes des Bahnsteigs wird es zwischen den beiden Richtungsgleisen eine Wendeanlage mit Abstellgleis und zwei Gleiswechseln geben, sodass Züge bei Notfällen, Störungen und kurzfristigen Betriebsanpassungen die Fahrtrichtung ändern können. Laird ist außerdem eine von drei Tunnelstationen der Eglinton-Linie (neben Avenue und Oakwood), die mit der Neuen Österreichischen Tunnelbaumethode anstatt wie sonst üblich in offener Bauweise errichtet werden.
Nachdem im Juni 2013 die Tunnelbohrarbeiten an der Eglinton-Linie begannen hatten, nahm Kathleen Wynne, die Premierministerin der Provinz Ontario, am 30. Juni 2016 den Spatenstich für die Stadtbahnstation Laird vor. Ursprünglich hätte die Station im September 2021 in Betrieb genommen werden sollen. Aufgrund verschiedener unvorhergesehener Probleme während der Arbeiten erklärte die staatliche Verkehrsplanungsgesellschaft Metrolinx im Februar 2020, dass sie erst im Verlaufe des Jahres 2022 eröffnet werden wird. Im Dezember 2021 rechnete Metrolinx jedoch damit, dass die Strecke möglicherweise erst zu Beginn des Jahres 2023 in Betrieb gehen könnte.